# آرامگاه نرئید
بنای یادبود یا آرامگاه نرئید یک مجسمه مجسمه‌سازی شده مقبره از زانتوس در لیکیا (در آن زمان بخشی از امپراتوری ایرانی هخامنشی)، نزدیک به امروز روز فتحیه در استان موگله، ترکیه. این معبد به شکل یک معبد یونانی در بالای یک پایه تزئین شده با دیوارهای تزئین شده بود و گمان می‌رود که در اوایل قرن چهارم قبل از میلاد (حدود ۳۹۰ قبل از میلاد) به عنوان آرامگاه آربیناس (لیسیایی، سلسله زانتیان که بر غرب حکومت می‌کرد. لیکیا تحت امپراتوری هخامنشی.
گمان می‌رود که آرامگاه او تا دوران بیزانس پیش از خراب شدن پابرجا بوده است. ویرانه‌ها توسط مسافر بریتانیایی چارلز فلوس در اوایل دهه ۱۸۴۰ دوباره کشف شد. همراهان آنها را به موزه بریتانیا فرستادند، جایی که برخی از آنها بازسازی شده‌اند تا نشان دهند نمای شرقی بنای تاریخی چگونه به نظر می‌رسد.
بنا به گفته ملانی میخائیل یدیس، بنای یادبود نیرید، اگرچه ظاهری یونانی دارد، اما آرامگاه هارپی و آرامگاه پایوا بر اساس معیارهای اصلی زرتشتی «با بودن» ساخته شده‌اند. متشکل از سنگ ضخیم، بر روی ازاره از زمین، و دارای تک پنجره بدون پنجره اتاق‌ها". بنای یادبود نرید الهام‌بخش اصلی بنای معروف مقبره در هالیکارناسوس بود.

## مقبره‌ها در زانتوس

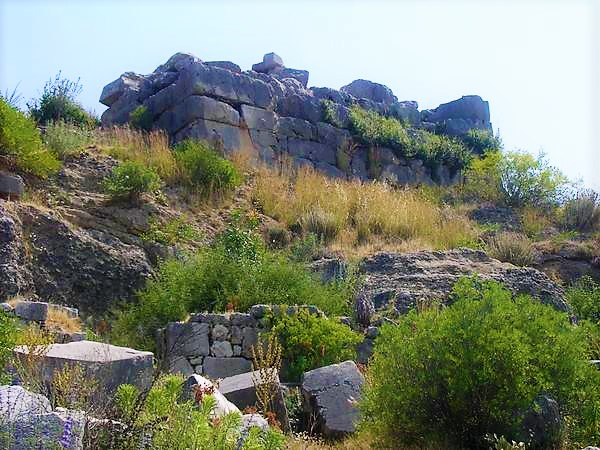
سکوی اصلی بنای یادبود نرئید در زانتوس.

زانتوس که زانتوس نیز نامیده می‌شود، یک ایالت شهری اصلی از لیسیا‌ها، مردمی بومی جنوب غربی آناتولی (ترکیه کنونی) بود.بسیاری از مقبره‌های زانتوس مقبره ستونی هستند که از یک اتاق تدفین سنگی در بالای یک ستون سنگی بزرگ تشکیل شده‌اند. بدن در بالای سازه سنگی قرار می‌گیرد و آن را بالاتر از چشم‌انداز قرار می‌دهد. این مقبره‌ها برای مردانی است که در یک سلسله لیکیایی از اواسط قرن ششم تا اواسط قرن چهارم قبل از میلاد حکومت می‌کردند و به نشان دادن تداوم قدرت آنها در منطقه کمک می‌کند.مقبره‌ها نه تنها به عنوان نوعی یادبود برای حفظ خاطره حاکمان عمل می‌کنند، بلکه اقتباس(؟) سبک دکوراسیون یونانی را نیز آشکار می‌کنند. زانتوس ایالت شهری بود که توسط پادشاهی اداره می‌شد که تحت فرمانروایی امپراتوری هخامنشی بود. تداوم حکومت سلسله در زانتوس از طریق سنت ساخت مقبره‌های ستونی نشان داده شد. هنگامی که این مقبره‌ها ساخته شدند، ایده‌های غالب هنر کلاسیک یونانی متأخر در تصاویر لیکیایی نفوذ کرد. ستون‌ها توسط سر چارلز فلووز، یک مرد انگلیسی که در شام و آسیای صغیر،و در سال ۱۸۴۸ به موزه بریتانیا منتقل شدند

## آربیناس

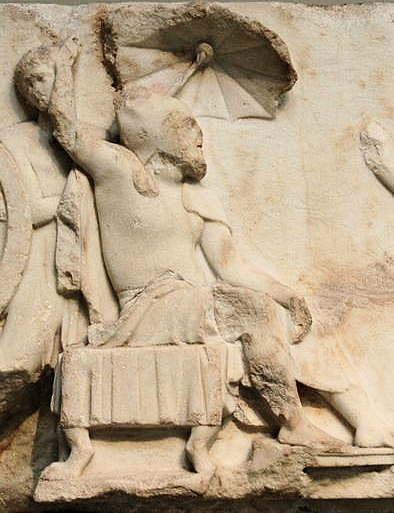
آربیناس، صاحب مقبره و سلسله‌های لیکیایی امپراتوری هخامنشی، با لباس هخامنشی در بنای یادبود نیرید

لیکیه توسط هارپاگ برای هخامنشیان امپراتوری ایرانی در حدود ۵۴۰ قبل از میلاد فتح شد، و فتح او بر زانتوس توسط هرودوت و آپیان توصیف شده است. در بیشتر قرن پنجم قبل از میلاد، آتن بر سرزمین‌های مجاور دریای اژه تسلط داشت و بسیاری از آنها، از جمله لیکیا، پول حفاظتی را به خزانه امپراتوری دریایی آتن، لیگ دلیان می‌پرداختند. و مالیات زمین به ایرانیان. شواهدی از آتش‌سوزی وجود دارد که مقبره‌ها و معابد چوبی زانتوس را در حدود ۴۷۰ قبل از میلاد ویران کرد. این آتش‌سوزی احتمالاً توسط سیمون آتن هنگام حمله به ارگ مقدس به تلافی ویرانی آتن توسط هخامنشیان توسط ایرانیان و متحدان آنها از جمله لیکیاها در سال ۴۸۰ قبل از میلاد به وجود آمده است. زانتیان‌ها، تحت سلسله خود، ساختمان‌ها را در سنگ‌ها بازسازی کردند.
در حدود ۴۴۰ قبل از میلاد، خریگا، نوه ،کوپریلی جانشین او شد، و به نوبه خود برادر خریگا، خری، گمان می‌رود که در حدود سال ۴۱۰ قبل از میلاد جانشین او شده باشد. آربیناس پسر خریگا بود، اما مجبور شد زانتوس و دیگر شهرهای لیکیا را در حدود ۳۹۰ قبل از میلاد به زور اسلحه بگیرد تا حق اولاد خود را پس بگیرد. سپس آربیناس از زانتوس بر لیکیای غربی حکومت کرد و بنای یادبود نرید را به عنوان آرامگاه خود ساخت. او در حدود سال ۳۷۰ قبل از میلاد درگذشت.

## توضیحات

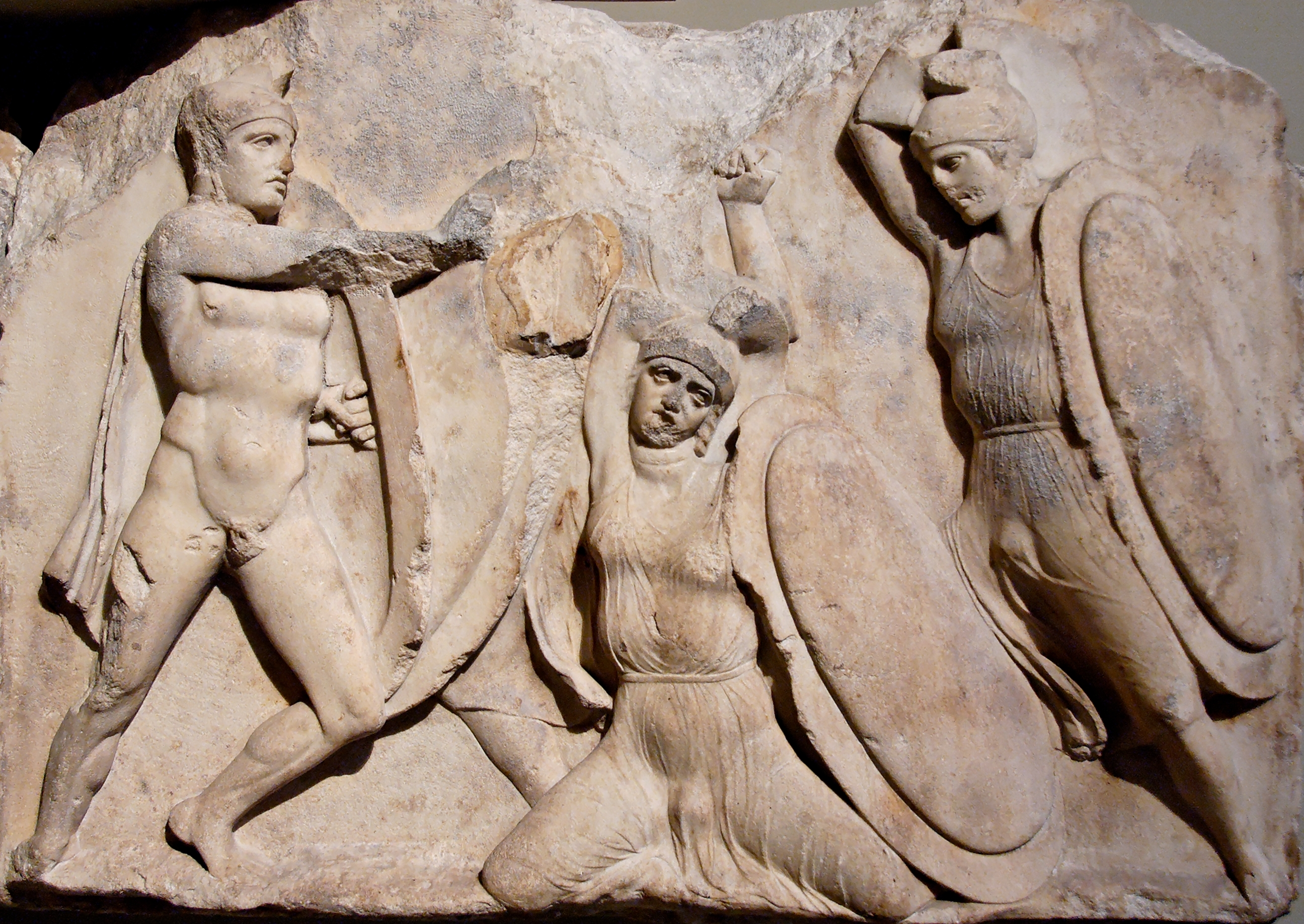
یک جوان جنگجو می‌میرد. بلوک جزوی از فریز تریبون بزرگتر

اگرچه آربیناس به عنوان بخشی از امپراتوری ایران بر لیکیه حکومت می‌کرد، این بنای تاریخی به سبک یونانی و تحت تأثیر معابد یونی آکروپلیس آتن ساخته شده است.مجسمه‌های روایی غنی روی بنای تاریخی، آربیناس را به شیوه‌های مختلفی به تصویر می‌کشند که جنبه‌های یونانی و ایرانی را با هم ترکیب می‌کنند.
مقبره معبد چهار ستون در جبهه شرقی و غربی و شش ستون در شمال و جنوب داشت. مقبره بر روی سکوی قابل توجهی قرار داشت که با دو فریز تزئین شده بود: یک فریز بالایی کم‌عمق‌تر بر فراز پایینی عمیق‌تر. در بازسازی موزه بریتانیا، سکو به سادگی از دو فریز بالای یک لایه بلوک تشکیل شده است، در حالی که طرح فلوس از بنای یادبود ساختاری بسیار بلندتر با دو ردیف بلوک قابل توجه در زیر فریز پایینی و دو ردیف دیگر را نشان می‌دهد که از هم جدا می‌شوند. پایین‌تر از فریز بالایی. همچنین نقش برجسته‌هایی بر روی آرشیترو، دیوارهای سردخانه و درسنگ فرش مشاهده می‌شود.مجسمه‌های آزاد زیادی از جمله مجسمه‌های نرئید بین هر جفت ستون اصلی وجود داشت.

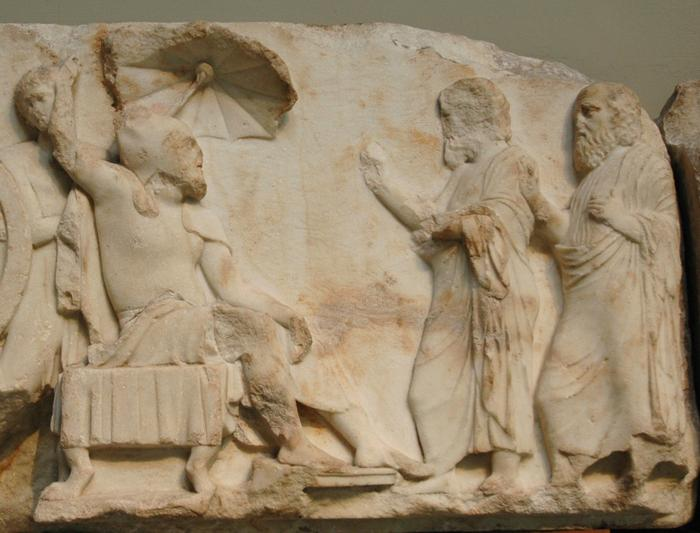
آربیناس با لباس ایرانی پذیرای فرستادگان است. صحنه ای از فریز سکوی بالایی

### فریز

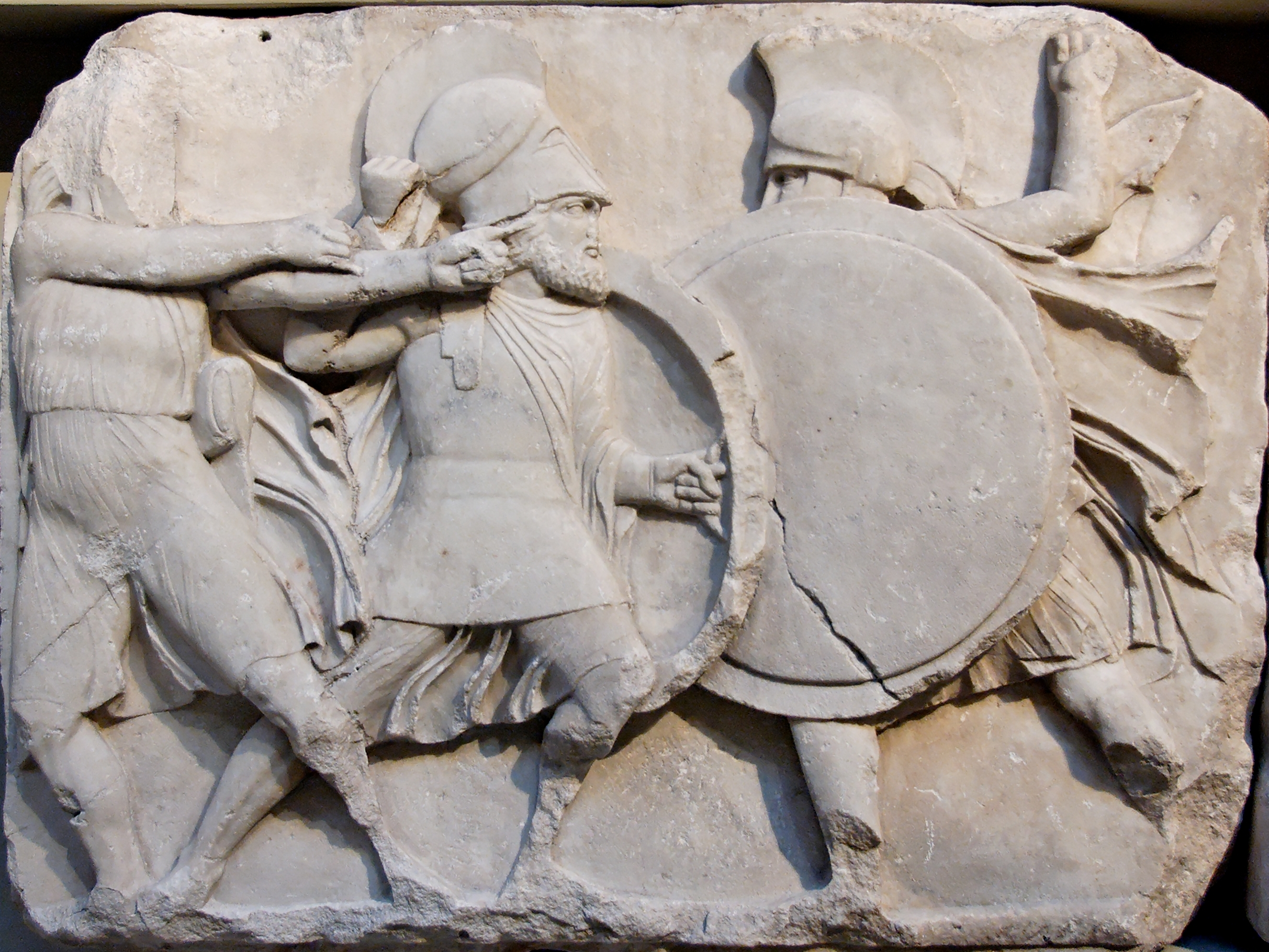
مبارزان در نبرد

#### فریز تریبون بزرگتر
فریز بزرگتر و پایین‌تر روی سکو از ۲۲ بلوک تشکیل شده بود که هفت بلوک آن جدا از قطعات گم شده است. پانل‌های باقی‌مانده، صحنه‌های نبرد قهرمانانه را نشان می‌دهند، بدون روایت کلی ظاهری، که عمدتاً شامل سربازان مردی است که لباس و زره یونانی پوشیده‌اند. برخلاف بسیاری از فریزهای همان دوره، آنها علیه آمازون‌ها، سنتورها یا خارجی‌های آشکار مخالفت نمی‌کنند.

#### فریز تریبون بالایی
فریز بالا و کم عمق تر روی سکو نیز از ۲۲ بلوک تشکیل شده بود و سه بلوک از بین رفته است. هر یک از چهار ضلع این خط دیواری نشان دهنده محاصره یک شهر است. شهرها با مرلون‌های لیکیایی مشخص به تصویر کشیده شده‌اند، و تصور می‌شود که فریز نشان‌دهنده فتح شهرهای لیکیایی توسط آربیناس است تا جانشینی او برای رهبری تضمین شود.
آربیناس به طرق مختلف نمایش داده می‌شود، از جمله نشستن به سبک ایرانی، سایه دار با چتر و پاهایش به وسیله زیرپایی از زمین تکیه داده شده است.در سربازان نیز تنوع وجود دارد، از جمله هوپلیتهای سنگین و کمانداران، و زندانیانی هستند که به دور هدایت می‌شوند و محاصره کنندگانی که با نردبان از دیوارهای شهر بالا می‌روند.

#### آرشیترو فریز
فریز روی آرشیتر بالای ستون‌ها به سبک ساده‌تر و ساده‌تر از فریزهای سکو حک شده است. دوباره صحنه‌هایی از جنگ ثبت شده است اما شکار گراز، چهره‌هایی با هدایا و تدارک یک ضیافت را به تصویر می‌کشد.

#### سلا فریز
فریز در بالای دیوار بیرونی سلا کمترین دید را داشت که توسط ستون‌ها نمایان می‌شد. این شامل صحنه‌های قربانی و ضیافت است. در این ضیافت دو چهره حضور دارند که روی کاناپه‌های خودشان غذا می‌خورند. یکی آربیناس در نظر گرفته می‌شود و او بزرگتر از سایر چهره‌های ضیافت است و دیگری ممکن است پسر او باشد. در اینجا آربیناس با مو و ریش مانند پادشاهان ایران یا آشور نشان داده شده است و او یک شاخ نوشیدنی ایرانی در دست دارد.

### صفحه‌ها

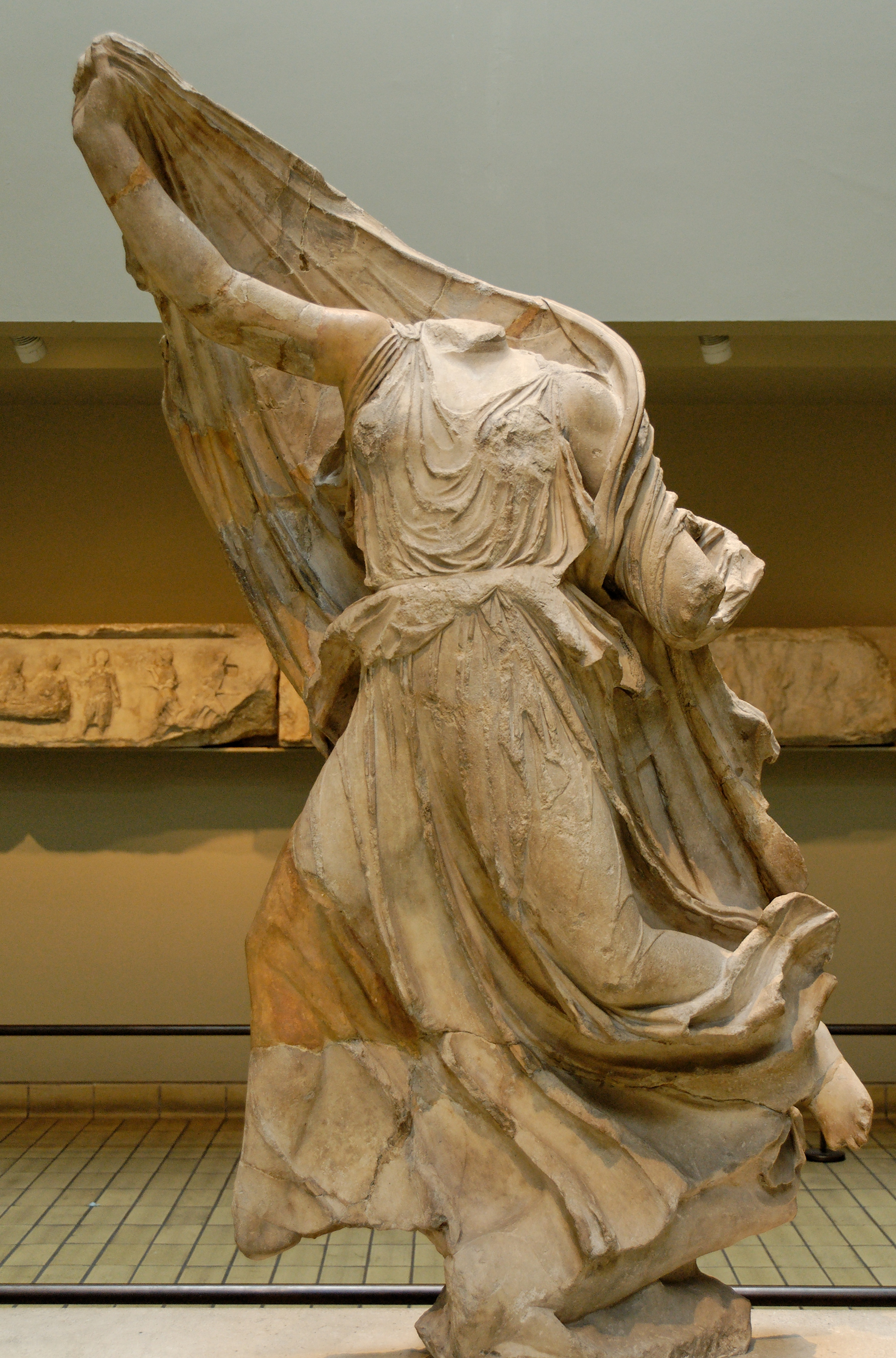
یکی از نریدها

هر یک از دو پایان (انتهای شیروانی) بنا با یک نقش برجسته تزئین شده بود، نه با مجسمه‌های کاملاً گرد که بر روی پایه‌های بیشتر ساختمان‌های آن دوره در یونان یافت می‌شد. نقش برجسته روی سنگفرش شرقی آربیناس و همسرش را نشان می‌دهد که نشسته‌اند، و ایان جنکینز نشان می‌دهد که این تصویر از تصویر زئوس و هرا در شرق فریز پارتنون الهام گرفته شده است.. تصور می‌شود که چهره‌های کوچکتر نشان دهنده کودکان و سگ‌های خانگی خانواده حاکم هستند. تنها یکی از دو پانل تشکیل دهنده نقش برجسته عرشه غربی باقی مانده است. برخلاف صحنه ثابت خانوادگی در سمت شرقی، این نشان می‌دهد که سربازان در حال حرکت در نبرد هستند.

### نریدها
این بنای تاریخی اکنون به خاطر پیکره‌های زن در اندازه واقعی در پارچه‌های بادکش نام گذاری شده است.
یازده نفر زنده مانده‌اند که برای پر کردن فضای بین ستون‌ها در ضلع شرقی و غربی و سه ستون در شمال کافی بود. جنکینز حدس می‌زند که ممکن است هرگز ارقامی در سمت جنوبی وجود نداشته باشد. آنها به عنوان پوره‌های دریایی شناخته می‌شوند زیرا موجودات دریایی مجسمه‌سازی شده مختلفی در زیر پای هفت نفر از آنها یافت شد، از جمله دلفین، یک دهنه ماهی و پرنده ای که ممکن است یک مرغ دریایی باشد. آنها عموماً نرئید نامیده می‌شوند، اگرچه تورستان رابینسون استدلال می‌کند که این دیدگاه یونانی را بر مجسمه‌های لیکیایی تحمیل می‌کند، و باید آنها را به‌عنوان «الیانا»، پوره‌های آب لیکیایی مرتبط با آب شیرین در نظر گرفت. منابع و ارجاع به کتیبه لتون سه زبانه که در چند کیلومتری جنوب محل بنای تاریخی کشف شده است.